# Karl Wegener (Baumeister)
Karl Wegener, auch Carl Wegener, (* 11. Juni 1846 im Forsthaus Mindenwald, Kreis Minden; † 25. Juni 1914 in Fulda) war ein deutscher Architekt und Unternehmer sowie Vereins- und Verbandsfunktionär.

## Leben
Wegener wird in der heimatgeschichtlichen Literatur als Ingenieur, Baumeister und Architekt bezeichnet. Er führte den Titel Privatbaumeister. In seinem Baugeschäft mit der Firma Karl Wegener stellte er Ziegel bzw. Backstein her und vertrieb diese als Baustoffhändler. Das Unternehmen befand sich auf dem Areal zwischen Buttlarstraße und Boyneburgstraße, auf dem heute ein Seniorenzentrum und ein Gesundheitszentrum stehen.
Nach Wegener benannt ist die von ihm errichtete Villa Wegener (Klosterweg 8) auf dem Frauenberg in Fulda, unterhalb des gleichnamigen Klosters. Er Baute die Villa 1903–1904 als Domizil für sich und seine Familie, sie wurde am 27. April 1904 bezogen. Das „Jugendstil-Juwel“ bekam nach seiner Restaurierung 2015 den Hessischen Denkmalschutzpreis. Auf dem Frauenberg stehen weitere fünf von ihm erbaute Villen. 1900 errichtete Wegener das ehemalige Jüdische Altenheim in Fulda. Auch das ehemalige jüdische Rabbinat und Wohnhaus von Michael Cahn und dessen Sohn Leo Cahn, beide Rabbiner der Jüdischen Gemeinde Fuldas, wurde 1902/1903 nach Plänen von Wegener errichtet, ebenso wie die ehemalige Polizeiwache Sturmiusstraße. Typisch für die Bauten Wegeners sind ihre rechteckigen Ecktürmchen mit abgesetztem Pyramidenhelm.
Wegener war von 1904 bis 1913 Präsident des Rhönklubs. Unter seiner Präsidentschaft erschien 1912 erstmals die Mitgliederzeitschrift Die Rhön und wurde der Verein 1913 in Gaue eingeteilt.
Von 1906 bis 1910 hatte Wegener die Geschäftsführung des Zentralausschusses und damit den Vorsitz des Verbands Deutscher Touristenvereine inne. Während seiner Amtszeit vergrößerte sich der Verband (1908: 60 Vereine mit 160.000 Mitgliedern) und firmierte 1908 in Verband Deutscher Gebirgs- und Wandervereine um.
Wegener war bis zu seinem Tod Mitglied des Vereins für hessische Geschichte und Landeskunde.

## Bauten

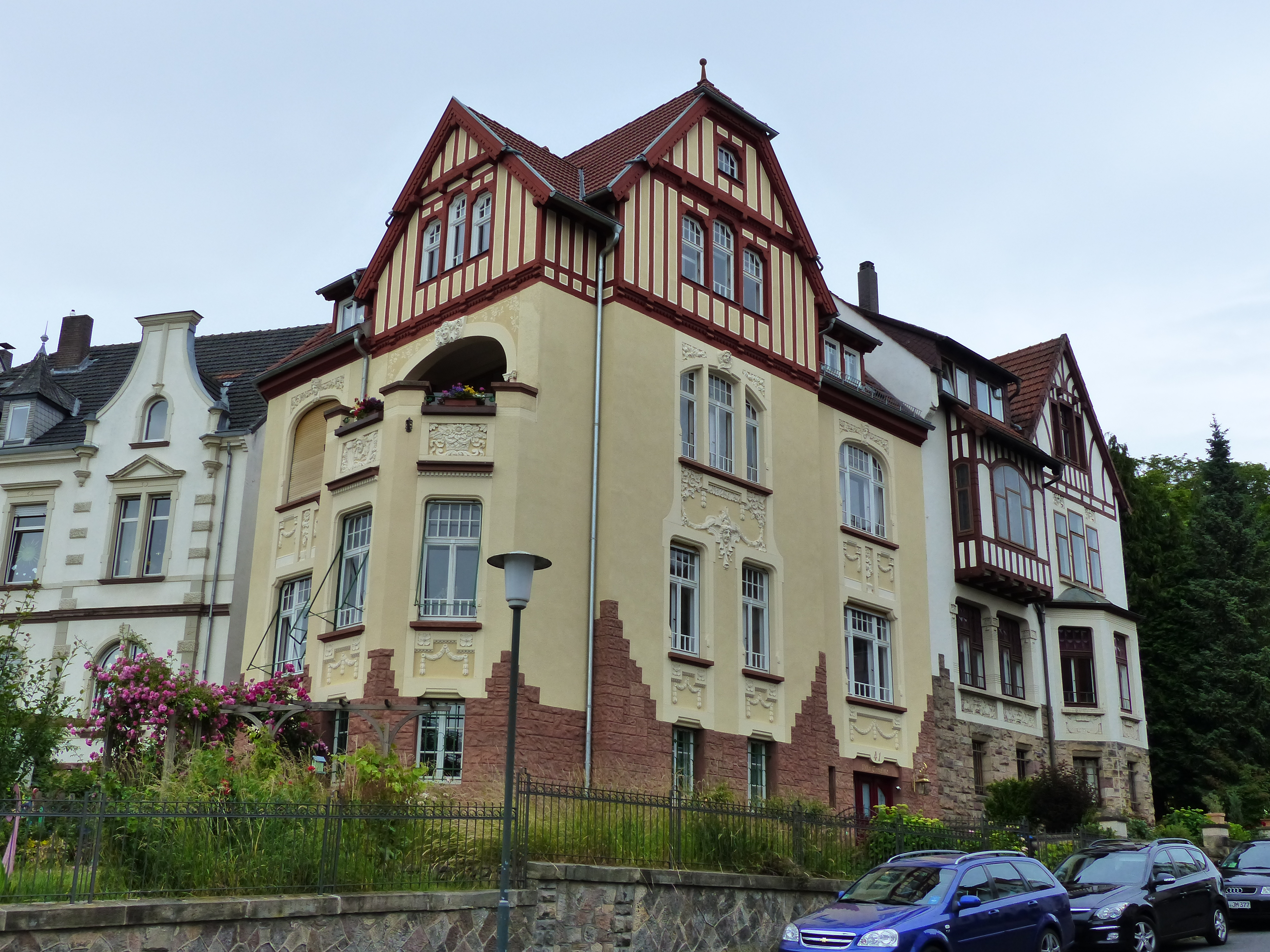
Adalbertstraße 41 und 43 in Fulda

- 1889–1890: Haus Elisabethenstraße 3 in Fulda (unter Denkmalschutz)
- 1904–1906: Häuser Adalbertstraße 41 und 43 in Fulda (gemeinsam mit F. Schlott; unter Denkmalschutz)
- 1908–1909: Haus Parkstraße 11 in Fulda (unter Denkmalschutz)